# Leucania longivittata
Leucania longivittata är en fjärilsart som beskrevs av Emilio Berio 1940. Leucania longivittata ingår i släktet Leucania och familjen nattflyn. Inga underarter finns listade i Catalogue of Life.